# أحمد الطهطاوي
أحمد الطهطاوي واسمه الكامل أحمد رافع بن محمد بن عبد العزيز بن رافع الحسين القاسمى الطهطاوى هو فقيه حنفي عارف بالتفسير والأدب.
ولد بطهطا بمصر سنة 1275 هـ/1859م. توفى بالقاهرة سنة 1355 هـ- 1936م.